# Daewoo Motors
Daewoo Motors a fost o companie sud-coreeană.

## Modele

### Autoturisme
- Daewoo Cielo
- Daewoo Espero
- Daewoo Lanos
- Daewoo Leganza
- Daewoo Matiz
- Daewoo Nubira
- Daewoo Tico